# كاريسا مور
كاريسا مور (بالإنجليزية: Carissa Moore)‏ هي مركمجة أمريكية، ولدت في 27 أغسطس 1992 في هونولولو في الولايات المتحدة.

## وصلات خارجية
- الموقع الرسمي
- كاريسا مور على موقع الرابطة العالمية لركوب الأمواج (الإنجليزية)
- كاريسا مور على موقع EncyclopediaOfSurfing.com (الإنجليزية)
- كاريسا مور على موقع اللجنة الأولمبية الدولية (الإنجليزية)
- كاريسا مور على موقع أوليمبيديا (الإنجليزية)